# 임현준
임현준(林玄埈, 1988년 12월 21일 ~ )은 전 KBO 리그 삼성 라이온즈의 투수이자 현재는 삼성 라이온즈의 스카우트팀 직원이다. KBO에서 유일한 좌완 언더핸드 투수였다.

## 선수 시절

### 아마추어 시절
대구고등학교 시절 주로 1루수로 활동했지만, 제 28회 대붕기 전국고교야구대회 결승전에서 투수가 부족해 깜짝 선발 등판했고 북일고등학교를 상대로 6.1이닝 4피안타, 무실점으로 막으며 모교의 우승을 이끌었다.
2007년 경성대학교에 진학해 윤영환 감독으로부터 체계적인 투수 수업을 받은 뒤 입학하자마자 당시 4학년이었던 고창성과 함께 팀의 간판 투수로 떠올랐다.
대통령기 전국대학야구대회 결승전 완봉승으로 MVP를 수상했고, 8승 1패, 평균자책점 1.61을 기록했다.
경성대 2학년 때인 2008년 4월에는 베이징 올림픽 국가대표 예비 엔트리에 아마추어 신분으로 포함됐다.
4학년 때인 2010년에는 104.2이닝 8승 2패, 68탈삼진, 평균자책점 2.58을 기록했으며 8승 중 6승을 완투승으로 기록했다. 또한 대통령기 전국대학야구대회와 전국대학야구선수권대회에서 팀을 우승으로 이끌었고 두 개 대회 모두 MVP에 선정되는 영광도 누렸다.

### 삼성 라이온즈시절
2011년에 4라운드 지명을 받아 입단했고, 2011년 4월 2일 KIA와의 개막전에서 데뷔 첫 구원 등판해 첫 구원 승을 기록했다. 입단 첫 해 29경기에 등판해 17.1이닝 2승, 2홀드, 20피안타, 8실점(6자책), 3점대 평균자책점을 기록했다.

### 상무 야구단시절
2011년 시즌 후 상무 입대하여 복무를 마쳤으나, 제대를 앞두고 팔꿈치 부상으로 수술을 받았다.

### 삼성 라이온즈복귀
2013년에 제대한 후 재활군에 머물렀다.
2014년에 마운드로 복귀했지만 2015년에는 1군 7경기만 등판하고 대부분을 2군에서 보냈다. 2015년 9월, 당시 팀의 2군 투수코치였던 양일환이 빠른 공을 갖추지 못한 왼손 오버핸드 투수의 생존 확률이 낮음을 인지해 좌완 언더핸드 투수로 전향할 것을 제안했다.
2016년 적응기를 거쳐 2017년에 11경기에 등판해 10.2이닝 5점대 평균자책점을 기록했다.
2018년 시즌에는 원 포인트로 47경기에 등판해 27.2이닝 1패, 3홀드, 3점대 평균자책점을 기록하며 커리어 하이를 달성했다. 왼손 타자 피안타율이 0.154로 리그 정상급이었지만, 오른손 타자 상대로는 0.303에 달해 약한 모습을 보였다.
2021년 시즌 초반에는 페이스가 좋았으나, 갈수록 부진한 모습을 보였다. 2021년 11월 1일에 방출됐고, 은퇴를 선언했다.

## 야구선수 은퇴 후
은퇴 후 프런트 공부를 하고 싶다고 피력했던 그는 2022년 시즌을 앞두고 삼성 라이온즈의 스카우트팀에서 프런트 활동을 하기 시작했다.

## 에피소드
- 2011년 4월 16일 두산전에서 정수빈이 기습 번트를 시도하고 그가 1루 베이스를 커버하려고 가는 순간 갑자기 대구에 정전이 발생하며 순식간에 모든 조명들이 꺼지는 바람에 경기가 중단됐고, 결국 서스펜디드 게임이 선언돼 다음 날 정수빈의 타석부터 경기가 재개됐다.[7][8]

## 출신 학교
- 대구본리초등학교
- 대구중학교
- 대구고등학교
- 경성대학교

## 통산 기록
| 연도 | 팀명  | 평균자책점 | 경기 | 완투 | 완봉 | 승 | 패 | 세 | 홀 | 승률  | 타자 | 이닝  | 피안타 | 피홈런 | 볼넷 | 사구 | 탈삼진 | 실점 | 자책점 |
| ---- | ----- | ---------- | ---- | ---- | ---- | -- | -- | -- | -- | ----- | ---- | ----- | ------ | ------ | ---- | ---- | ------ | ---- | ------ |
| 2011 | 삼성  | 3.12       | 29   | 0    | 0    | 2  | 0  | 0  | 2  | 1.000 | 80   | 17.1  | 20     | 1      | 12   | 0    | 9      | 8    | 6      |
| 2014 | 삼성  | -          | 1    | 0    | 0    | 0  | 0  | 0  | 0  | -     | 3    | 0     | 2      | 0      | 1    | 0    | 0      | 0    | 0      |
| 2015 | 삼성  | 11.37      | 7    | 0    | 0    | 0  | 0  | 0  | 0  | -     | 33   | 6.1   | 11     | 3      | 2    | 0    | 6      | 10   | 8      |
| 2016 | 삼성  | 36.00      | 2    | 0    | 0    | 0  | 0  | 0  | 0  | -     | 8    | 1     | 4      | 1      | 0    | 1    | 0      | 4    | 4      |
| 2017 | 삼성  | 5.06       | 11   | 0    | 0    | 0  | 0  | 0  | 0  | -     | 48   | 10.2  | 11     | 0      | 4    | 2    | 4      | 7    | 6      |
| 2018 | 삼성  | 3.90       | 40   | 0    | 0    | 0  | 1  | 0  | 3  | 0.000 | 116  | 27.2  | 20     | 3      | 11   | 5    | 26     | 12   | 12     |
| 2019 | 삼성  | 3.40       | 71   | 0    | 0    | 1  | 0  | 0  | 8  | 1.000 | 177  | 42.1  | 34     | 2      | 12   | 3    | 35     | 19   | 16     |
| 2020 | 삼성  | 1.78       | 51   | 0    | 0    | 1  | 1  | 0  | 5  | 0.500 | 109  | 25.1  | 24     | 2      | 7    | 6    | 18     | 7    | 5      |
| 2021 | 삼성  | 6.55       | 27   | 0    | 0    | 1  | 2  | 0  | 5  | 0.333 | 52   | 11    | 11     | 0      | 7    | 4    | 8      | 8    | 8      |
| 통산 | 9시즌 | 4.13       | 239  | 0    | 0    | 5  | 4  | 0  | 23 | 0.556 | 626  | 141.2 | 137    | 12     | 56   | 21   | 106    | 75   | 65     |